# Espalion

Espalion este o comună în departamentul Aveyron din sudul Franței. În 1 ianuarie 2022 avea o populație de 4.607 de locuitori.